# Armand Duplantis

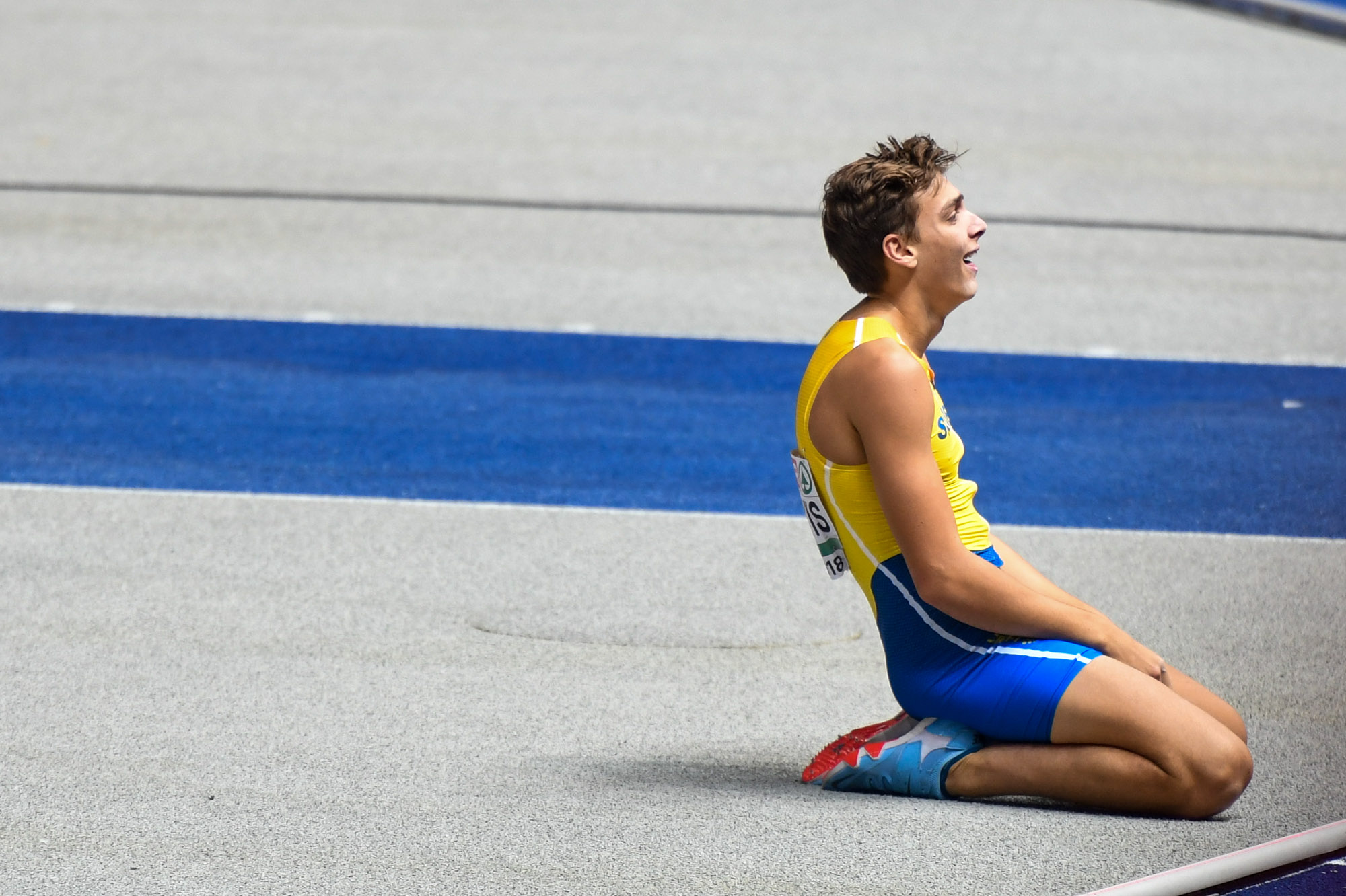
Armand Duplantis direct na zijn sprong over 6,05 m tijdens de EK van 2018 in Berlijn.

Armand "Mondo" Gustav Duplantis (Lafayette, 10 november 1999) is een Zweeds-Amerikaans polsstokhoogspringer. Hij won tweemaal olympisch goud en gezamenlijk indoor en outdoor werd hij viermaal Europees kampioen en viermaal wereldkampioen. Duplantis is sinds 2020 wereldrecordhouder en heeft dit record sindsdien van 6,17 m stelselmatig verbeterd tot de huidige recordhoogte van 6,29 m.

## Biografie

### Jeugd
Armand Duplantis is de zoon van een Amerikaanse vader, Greg Duplantis, die zelf als polsstokhoogspringer over 5,80 sprong en een Zweedse moeder, Helga Hedlund, die zich in haar studietijd aan de Louisiana State University (LSU) onderscheidde als zevenkampster en volleybalspeelster. Hij heeft twee oudere broers, van wie er een eveneens polsstokhoogspringer is en de ander honkbal speelt in het LSU-universiteitsteam. Zijn zus kan ook goed met de polsstok overweg. Sinds 2018 studeert Armand eveneens aan de LSU.
Duplantis begon als vierjarige thuis te oefenen met de polsstok en hij bleek een vlugge leerling. Op zijn zevende sprong hij in zijn leeftijdsgroep al een wereldrecord en als tienjarige verbeterde hij met 3,86 m de beste wereldprestaties tot twaalf jaar. Het record voor dertienjarigen had hij eveneens in handen, totdat dit in mei 2015 werd verbeterd.

### Goud op WK U18
Vanwege zijn dubbele nationaliteit had Duplantis de keuze om in internationale wedstrijden uit te komen voor de Verenigde Staten of Zweden. Halverwege 2015 werd bekend dat hij voor Zweden had gekozen. Zijn eerste internationale optreden volgde dat jaar op de wereldkampioenschappen voor atleten tot achttien jaar (U18) in Cali, waar hij in het polsstokhoogspringen meteen de titel behaalde met een hoogte van 5,30 m, zowel een persoonlijk als een kampioenschapsrecord. Een jaar later nam hij als zestienjarige al deel aan de WK voor U20-junioren en werd daar prompt derde met een sprong over 5,45 m.

### Goud op EK U20
In 2017 veroverde Duplantis ook de gouden medaille op de Europese kampioenschappen voor U20-junioren in Grosseto. Zijn winnende sprong was nu 5,65  en opnieuw was dit een kampioenschapsrecord. Niet vreemd dus dat hij, ondanks zijn jeugdige leeftijd, al goed genoeg werd bevonden om deel te nemen aan de wereldkampioenschappen van 2017 in Londen, zijn debuut in een seniorentoernooi. Hij eindigde er op een verdienstelijke negende plaats, al was hij met zijn 5,50 m nog geen partij voor winnaar Sam Kendricks, die tot 5,95 m kwam, gevolgd door een drietal springers die allen hoog in de 5,80 m eindigden.

### Goud op WK U20 en EK 2018
In 2018 zette Duplantis zijn prestatieve vooruitgang voort. Al heel vroeg, op 12 januari tijdens de Pole Vault Summit in Reno, kwam hij tot 5,83 m. Het zou een wereldindoorrecord voor junioren zijn geweest, als de steunen van de dwarslat hadden voldaan aan de eisen van de IAAF. Eind februari kwam hij in Clermont-Ferrand echter tot 5,88 m en die sprong werd door de IAAF wél als wereldjuniorenrecord geratificeerd. Hiermee zou hij een week later op de wereldindoorkampioenschappen in Birmingham tweede zijn geworden, maar in de Britse stad bleef de Zweed steken op 5,70 m, waarmee hij als zevende eindigde.
Outdoor kwam hij echter al gauw weer hoger. Eerst sprong hij in het voorjaar in Austin over 5,92 m, gevolgd door 5,93 m in Baton Rouge. Na een overwinning en een tweede plaats in de IAAF Diamond League in Parijs en Stockholm werd Duplantis vervolgens in Tampere wereldkampioen bij de U20-junioren. Met een hoogte van 5,82 m sprong hij maar liefst 27 cm hoger dan zijn naaste concurrent. Het hoogtepunt van het jaar volgde op de Europese kampioenschappen. Voor het eerst passeerde Duplantis de grens van zes meter door in Berlijn tot een hoogte te komen van 6,05 m, waarmee hij niet alleen de titel veroverde, maar tevens het outdoor wereldrecord voor junioren verbeterde en zich op de vijfde plaats nestelde van de "6-meterclub", de prestigieuze club van polsstokhoogspringers die de zes meter hebben bedwongen. Alleen Renaud Lavillenie, Serhij Boebka, Sam Kendricks en Steven Hooker sprongen ooit hoger.

### Zilver op WK 2019
Een jaar later eindigde het polsstokhoogspringen op de WK in Doha in een tweestrijd tussen Duplantis en Sam Kendricks, die voor beiden eindigde op een hoogte van 5,97 m. Kendricks won, omdat hij in de finale minder foutsprongen had gemaakt dan de Zweed.

### Wereldrecords in 2020
Op 4 februari 2020 in het kader van de World Athletics Indoor Tour in Düsseldorf miste hij bij zijn tweede poging nipt de 6,17. Het zou een verbetering van het zes jaar oude wereldrecord van Renaud Lavillenie zijn geweest. Vier dagen later in het Poolse Toruń lukte het wel. Ditmaal raakte hij over 6,17 m en verbeterde zo het bestaande record. Duplantis verbeterde op 15 februari in Glasgow zijn eigen record 6,18 m. Die maand deed de Zweed ten slotte nog enkele pogingen om over 6,19 te geraken, maar die mislukten.
In september verbeterde Duplantis tijdens de Golden Gala meeting in Rome het oude outdoor record van Serhij Boebka van 6,14 m naar 6,15 m. Een officieel wereldrecord werd dit niet, omdat World Athletics bij het polsstokhoogspringen tegenwoordig geen onderscheid meer maakt tussen indoor en outdoor records.

### Olympisch goud in 2021
In 2021 maakte Duplantis zijn olympisch debuut op de Olympische Spelen van 2020 in Tokio, die vanwege de coronapandemie een jaar was uitgesteld. Zonder ook maar één keer fout te springen kwam hij tot een hoogte van 6,02. Toen de enige overgebleven tegenstander, de Amerikaan Chris Nilsen, die inmiddels zijn PR tot 5,97 had verbeterd, vervolgens de 6,02 niet haalde, was de olympische titel voor Duplantis. Het was voor Zweden tevens het eerste olympische goud ooit bij het polsstokhoogspringen. Nadat hij zijn olympische titel al op zak had, deed de Zweed nog drie pogingen om over de wereldrecordhoogte van 6,19 te geraken, maar die mislukten.   

### WK's 2022
Wat in Tokio nog niet lukte, daarin slaagde Duplantis op 7 maart 2022 tijdens een Indoor-meeting in Belgrado wel: hij bracht zijn eigen wereldrecord op 6,19. Nog geen twee weken later, op de WK indoor in Belgrado, veroverde hij ook die titel en verbeterde hij tevens het wereldrecord met een sprong van 6,20. Hij had er drie pogingen voor nodig, maar de derde lukte. Het was de laatste prestatie van het toernooi, dat op deze wijze een waardig slot kende. Op 24 juli verbrak hij nogmaals zijn eigen record, met een sprong van 6,21 op de WK's in Eugene. Ook hier was het, net als in Belgrado, de prestatie waarmee het kampioenschap werd beëindigd.

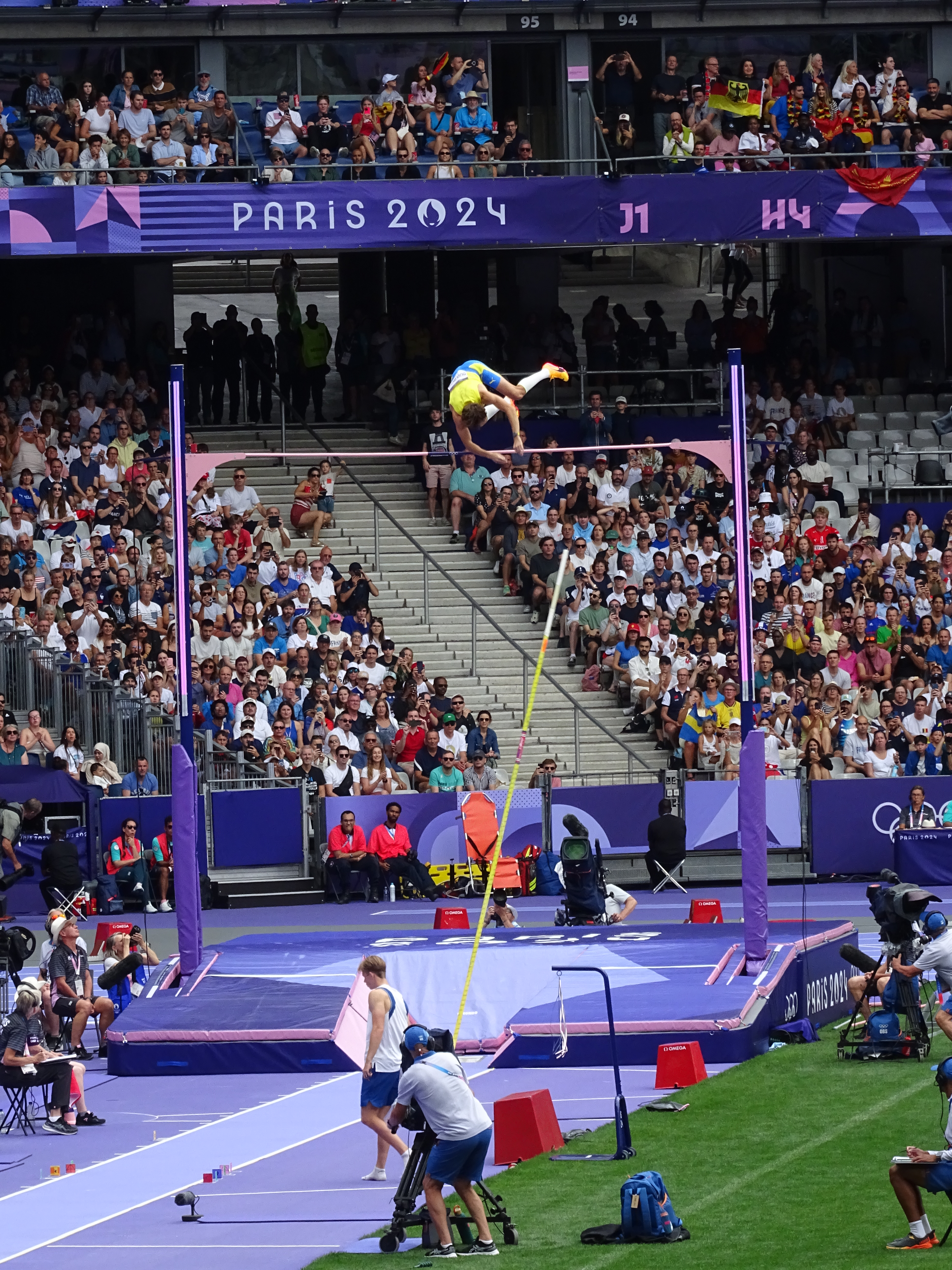
Armand Duplantis springt tijdens de Olympische Spelen van 2024 over 5,75 m heen.

### Wereldrecords in 2023
Op 25 februari op de All Star Perche-meeting van Renaud Lavillenie in Clermont-Ferrand sprong Duplantis indoor over 6,22 en op 17 september op de Prefontaine Classic in Eugene (de Diamond League-finale) over 6,23.

### Olympisch goud in 2024
Duplantis wist zich te kwalificeren voor de Olympische Zomerspelen van Parijs in 2024. De polsstokspringer geraakte er in de finale als enige over 6,10 m en verzekerde zich zo voor een tweede opeenvolgende olympische gouden medaille. Hij probeerde daarna ook nog voor een negende opeenvolgende keer zijn eigen wereldrecord van 6,24 m te verbeteren. Bij de derde poging lukte het hem om over 6,25 m te springen. 

## Titels
- Olympisch kampioen polsstokhoogspringen - 2020, 2024
- Wereldkampioen polsstokhoogspringen - 2022, 2023
- Wereldindoorkampioen polsstokhoogspringen - 2022
- Europees kampioen polsstokhoogspringen – 2018, 2022, 2024
- Europees indoorkampioen polsstokhoogspringen - 2021
- Wereldjuniorenkampioen U20 polsstokhoogspringen – 2018
- Europees juniorenkampioen U20 polsstokhoogspringen – 2017
- Wereldjeugdkampioen U18 polsstokhoogspringen – 2015

## Persoonlijke records
| Onderdeel                    | Prestatie   | Wind (m/s) | Datum            | Plaats           |
| ---------------------------- | ----------- | ---------- | ---------------- | ---------------- |
| 100 m                        | 10,37 s     |            | 4 september 2024 | Zürich           |
| polsstokhoogspringen (outd.) | 6,29 m (WR) |            | 12 augustus 2025 | Boedapest        |
| polsstokhoogspringen (ind.)  | 6,27 m (WR) |            | 28 februari 2025 | Clermont-Ferrand |
| verspringen                  | 7,15 m      | + 2,7      | 6 mei 2017       | Baton Rouge      |

## Palmares

### Polsstokhoogspringen
Kampioenschappen
- 2015:  WK U18 in Cali – 5,30 m
- 2016:  WK U20 in Bydgoszcz – 5,45 m
- 2017:  EK U20 in Grosseto – 5,65 m
- 2017: 9e WK – 5,50 m
- 2018: 7e WK indoor – 5,70 m
- 2018:  WK U20 in Tampere – 5,82 m
- 2018:  EK – 6,05 m
- 2019:  WK – 5,97 m
- 2021:  EK indoor – 6,05 m
- 2021:  OS – 6,02 m
- 2022:  WK indoor – 6,20 m (WR)
- 2022:  WK – 6,21 m (WR)
- 2022:  EK - 6,06 m (CR)
- 2023:  WK - 6,10 m
- 2024:  EK - 6,10 m (CR)
- 2024:  OS - 6,25 m (WR)
- 2025:  WK indoor – 6,15 m

Overig
- 2025:  Golden Spike Ostrava - 6,13 m
- 2025:  Gyulai István Memorial - 6,29 m (WR)

Diamond League-podiumplaatsen
- 2018:  Stockholm Bauhaus Athletics – 5,86 m
- 2018:  Meeting de Paris – 5,90 m
- 2018:  Muller Anniversary Games – 5,86 m
- 2019:  Prefontaine Classic – 5,93 m
- 2019:  Athletissima – 5,81 m
- 2019:  Herculis – 5,92 m
- 2019:  Weltklasse Zürich – 5,82 m
- 2019:   Diamond League – 33 pt
- 2020:  Impossible Games - 5,86 m
- 2020:  Herculis - 6,00 m
- 2020:  Stockholm Bauhaus Athletics - 6,01 m
- 2020:  Athletissima - 6,07 m
- 2020:  Memorial Van Damme - 6,00 m
- 2020:  Golden Gala - 6,15 m
- 2020:  Qatar Athletic Super Grand Prix - 5,82 m
- 2021:  Impossible Games - 6,01 m
- 2021:  Stockholm Bauhaus Athletics - 6,02 m
- 2021:  Athletissima - 6,01 m
- 2021:  Memorial Van Damme - 6,05 m
- 2021:  Golden Gala - 6,06 m
- 2021:   Diamond League
- 2022:  Prefontaine Classic - 5,91 m
- 2022:  Bislett Games - 6,02 m
- 2022:  Stockholm Bauhaus Athletics - 6,12 m
- 2022:  Kamila Skolimowska Memorial - 6,10 m
- 2022:  Athletissima - 6,10 m
- 2022:  Memorial Van Damme - 5,81 m
- 2022:  Welklasse Zürich - 6,07 m
- 2022:   Diamond League
- 2023:  Bislett Games - 6,01 m
- 2023:  Stockholm Bauhaus Athletics - 6,05 m
- 2023:  Silesia Kamila Skolimowska Memorial - 6,01 m
- 2023:  Welklasse Zürich - 6,00 m
- 2023:  Memorial Van Damme - 6,10 m
- 2023:  Prefontaine Classic - 6,23 m (WR)
- 2023:   Diamond League
- 2024:  Diamond League Xiamen - 6,24 m (WR)
- 2024:  Yangtze Delta Athletics Diamond Gala - 6,00 m
- 2024:  Stockholm Bauhaus Athletics - 6,00 m
- 2024:  Meeting de Paris - 6,00 m
- 2024:  Athletissima - 6,15 m
- 2024:  Silesia Kamila Skolimowska Memorial - 6,26 m (WR)
- 2024:  Welklasse Zürich - 5,82 m
- 2025:  Wanda Diamond League Xiamen - 5,92 m
- 2025:  Qatar Athletic Super Grand Prix - 6,11 m
- 2025:  Bisllett Games - 6,15 m
- 2025:  Stockholm Bauhaus Athletics - 6,28 m (WR)
- 2025:  Prefontaine Classic - 6,00 m
- 2025:  Herculis - 6,05 m

## Onderscheidingen
- Europees talent van het jaar - 2018
- Wereldatleet van het jaar - 2020, 2022, 2023 (techn. onderdelen)
- Europees atleet van het jaar - 2022, 2024

- Gemeinsame Normdatei: 1204861463
- World Athletics: 14679502
- Nationale Bibliotheek van Letland: 000347006
- Système universitaire de documentation: 276017951
- Virtual International Authority File: 2026158261775502540006

1896: Welles Hoyt ·
1900: Irving Baxter ·
1904: Charles Dvorak ·
1908: Edward Cook & Alfred Gilbert ·
1912: Harry Babcock ·
1920: Frank Foss ·
1924: Lee Barnes ·
1928: Sabin Carr ·
1932: Bill Miller ·
1936: Earle Meadows ·
1948: Guinn Smith ·
1952: Bob Richards ·
1956: Bob Richards ·
1960: Don Bragg ·
1964: Fred Hansen ·
1968: Bob Seagren ·
1972: Wolfgang Nordwig ·
1976: Tadeusz Ślusarski ·
1980: Władysław Kozakiewicz ·
1984: Pierre Quinon ·
1988: Serhij Boebka ·
1992: Maksim Tarasov ·
1996: Jean Galfione ·
2000: Nick Hysong ·
2004: Tim Mack ·
2008: Steven Hooker ·
2012: Renaud Lavillenie ·
2016: Thiago Braz da Silva ·
2020: Armand Duplantis ·
2024: Armand Duplantis
1983 Serhij Boebka · 
1987 Serhij Boebka · 
1991 Serhij Boebka · 
1993 Serhij Boebka · 
1995 Serhij Boebka · 
1997 Serhij Boebka · 
1999 Maksim Tarasov · 
2001 Dmitri Markov · 
2003 Giuseppe Gibilisco · 
2005 Rens Blom ·
2007 Brad Walker ·
2009 Steven Hooker ·
2011 Paweł Wojciechowski ·
2013 Raphael Holzdeppe ·
2015 Shawnacy Barber ·
2017 Sam Kendricks ·
2019 Sam Kendricks ·
2022 Armand Duplantis ·
2023 Armand Duplantis